# Ур-Баба
Ур-Баба (Ур-Бау) — правитель (енсі) шумерської держави Лагаш. Його правління припадало приблизно на середину XXII століття до н. е.

## Правління

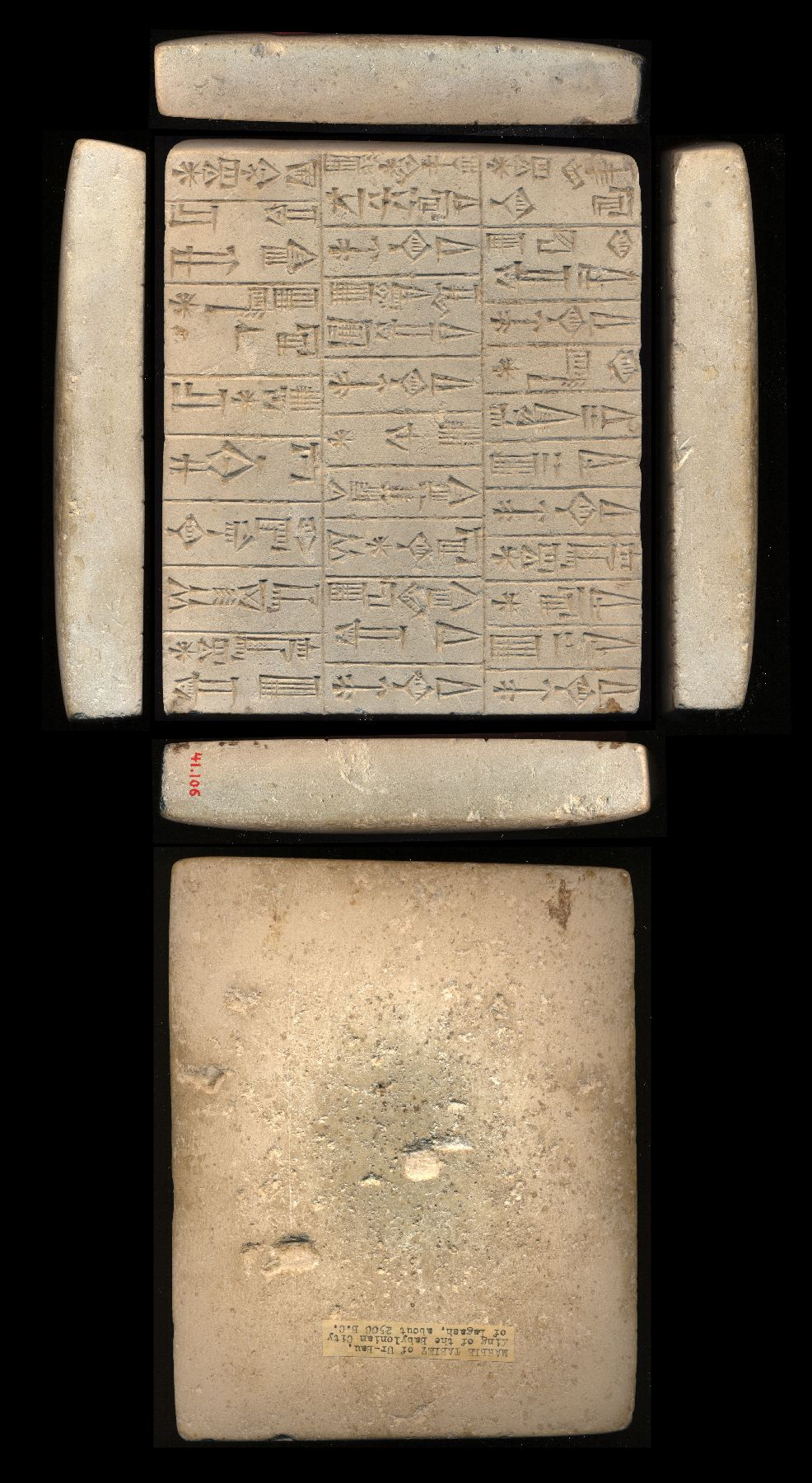
Клинописна табличка із записом наказу Ур-Баби відновити храм бога Нінгірсу. Художній музей Волтерс, Балтимор

Його родовим божеством була богиня Нінгаль. Ур-Баба отримав трон за часів володарювання у Межиріччі племен гутіїв. Імовірно, був сучасником останнього аккадського царя Шу-дурула.
Заклав основи могутності Лагаша. Він зміг приєднати до своїх володінь Ур. Видав свою дочку Нінгалу заміж за Гудеа, а Нінганду — за енсі Умми Наммахані.
Правління Ур-Баба було мирним. Жоден його напис не згадує військових дій, а присвячені мирній праці — спорудженню каналів, проведенню іригаційних та осушувальних робіт, а також масштабному храмовому будівництву, притому не лише у Лагаші, але й за його межами. Наприклад, в Еріду (залежному від Ура місті) було зведено храм Енкі.